# Anhui Anchi Automobile Industry

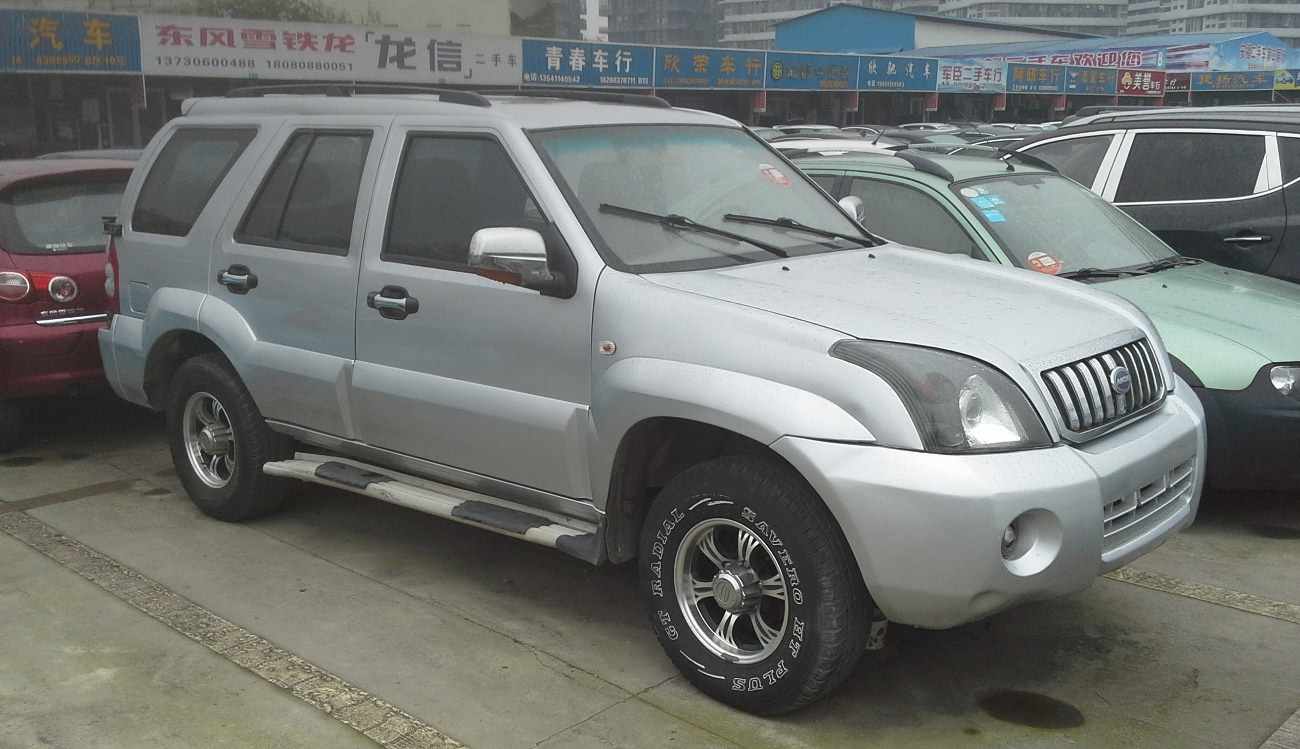
Anchi MC 6460

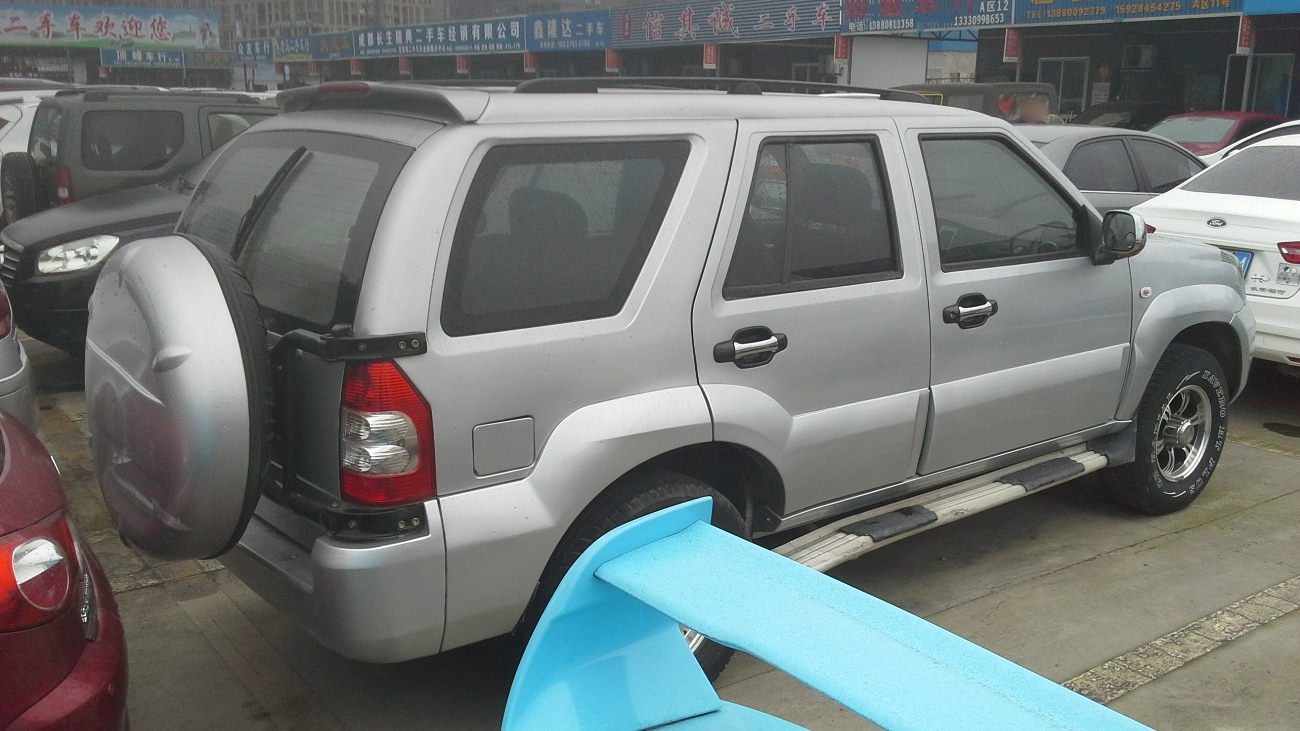
Heckansicht

Anhui Anchi Automobile Industry Co. Ltd. war ein Hersteller von Automobilen aus der Volksrepublik China.

## Unternehmensgeschichte
Das Unternehmen wurde 1970 in Hefei gegründet und stellte zunächst landwirtschaftliche Geräte her. 1988 begann die Produktion von Kraftfahrzeugen. Der Markenname lautet Anchi. Harbin Hafei übernahm das Unternehmen 2002, woraufhin die Produktion bis 2004 ruhte. Zhejiang Zhongneng übernahm 2007 das Unternehmen. Zhongneng bestätigt die Übernahme. Danach befand sich der Firmensitz in Bozhou.
Am 8. September 2010 ging das Unternehmen in Anhui Jianghuai Anchi Automobile auf.

## Fahrzeuge
Vor 2003 wurde ein Kleinwagen produziert, der auf dem Daewoo Tico basierte.
Angeboten werden der Kleinwagen MC 6320 A, die Sport Utility Vehicles MC 6460, MC 6480 und MC 6490 sowie der Pick-up MC 1021.

## Produktionszahlen
| Jahr | Produktionszahl | Quelle      |
| ---- | --------------- | ----------- |
| 2000 | 1705            | [ 5 ] [ 6 ] |
| 2001 | 943             | [ 5 ] [ 6 ] |
| 2002 | 311             | [ 5 ] [ 6 ] |
| 2003 | 0               | [ 5 ] [ 6 ] |
| 2004 | 0               | [ 6 ]       |